# 顺序制

顺序制示意圖

顺序制是基辅罗斯以及莫斯科大公国早期統治者商定的一種王位继承順序，根據顺序制 ，一國的王位不是直接傳位給國王的儿子，而是传给自己的兄弟（通常一直傳給四弟），然后再传给曾擔任國王的長兄的长子。 